# Troubled Paradise
Troubled Paradise è l'album di debutto della cantautrice statunitense Slayyyter, pubblicato l'11 giugno 2021 dalla Fader Label.

## Promozione
Il 21 ottobre 2020 viene reso disponibile il primo singolo estratto, Self Destruct, in collaborazione con Wuki, accompagnato da relativo video musicale. Il secondo singolo viene pubblicato il 12 novembre 2020, Throatzillaaa è accompagnato dal solo video lyrics. Nel gennaio 2021 viene pubblicata la title track Troubled Paradise, con relativo videoclip. Il successivo 26 febbraio 2021 viene reso disponibile il quarto singolo Clouds, pochi giorni dopo viene pubblicato anche il video musicale.  Cowboys con relativo videoclip figura come quinto singolo il 9 aprile 2021, mentre in conclusione dei singoli pubblicati, Over This! del 7 maggio 2021, conclude la promozione dell’album.
| Recensione | Giudizio |
| ---------- | -------- |
| PopMatters | 8/10     |
| Dork       |          |

Nel giugno 2021 Slayyyter rivela le date della tournée a supporto dell'album, Club Paradise Tour, che vede date negli Stati Uniti d'America e in Europa. Successivamente, nel luglio 2021, l'artista pubblica due video performance in collaborazione con il sito Vevo, esibendosi nei brani Troubled Paradise e Letters.

## Tracce
1. Self Destruct (feat. Wuki) – 2:15 (testo: Catherine Slater, Kris Barman)
2. Venom – 2:25 (testo: Ethan Budnick, Catherine Slater)
3. Throatzillaaa – 3:05 (testo: Catherine Slater, Spencer Hawk)
4. Dog House – 2:22 (testo: Catherine Slater)
5. Butterflies... – 1:49 (testo: Ethan Budnick, Catherine Slater)
6. Troubled Paradise – 4:01 (testo: Catherine Slater, John Hill, Jordan Palmer, Ethan Budnick)
7. Clouds – 3:11 (testo: Marc Schneider, Nicolas DiPietrantonio, Catherine Slater)
8. Cowboys – 3:39 (testo: Dave Burris, Micah Jasper, Catherine Slater)
9. Serial Killer – 3:58 (testo: Anthony Scott Burns, Catherine Slater)
10. Over This! – 2:57 (testo: Catherine Renee Leavy, Chris Greatti, Catherine Slater, Zakk Cervini)
11. Villain – 3:34 (testo: Catherine Renee Leavy, Chris Greatti, Catherine Slater, Zakk Cervini)
12. Letters – 3:15 (testo: Kyle Shearer, Nate Campany, Catherine Slater)